# Neocallicrania bolivarii
Neocallicrania bolivarii is een rechtvleugelig insect uit de familie van de sabelsprinkhanen (Tettigoniidae). De wetenschappelijke naam van deze soort is voor het eerst voorgesteld als Ephippiger bolivarii door Víctor López Seoane in een publicatie uit 1878. De soort is vernoemd naar de Spaanse entomoloog Ignacio Bolívar.
Deze soort komt voor in Noordwest-Spanje.